# Кончино (Брянская область)
Кончино (ранее также Коньшино и др.) — посёлок в Жуковском районе Брянской области, в составе Ходиловичского сельского поселения. Расположен в 2 км к юго-востоку от деревни Александровка, в 4 км к юго-западу от деревни Любегощь. Население — 1 человек (2010).

## История
Упоминается с 1920-х гг.; до 1968 года входил в Александровский, Саковский сельсовет; в 1968—2005 гг. — в Ходиловичском сельсовете.
| Годы      | 1926 | 1979 | 1989 | 2002 | 2010 |
| --------- | ---- | ---- | ---- | ---- | ---- |
| Население | 101  | 24   | 20   | 13   | 1    |